# Wendy Brouwer
Wendy Brouwer (Leeuwarden, 8 september 1970) is een Nederlands voormalige presentatrice en actrice.

## Levensloop
Brouwer ging na de havo aanvankelijk naar de lerarenopleiding pabo. Deze opleiding maakte ze niet af, waarna zij cursussen ging volgen op televisiegebied. Sinds 1991 is Brouwer actrice. Na diverse gastrollen in series als De zomer van '45, Niemand de deur uit! en een bijrol in Coverstory verwierf ze landelijke bekendheid als Margot Reitsema in de soapserie Onderweg naar Morgen. Zij nam de rol in 1997 over van actrice Marina Duvekot. Brouwer speelde de rol van Margot tot eind 2003.
Brouwer is ook werkzaam geweest als presentatrice. In 1992 presenteerde ze voor de TROS samen met Ben van der Burg het programma Aktie, een zesdelig magazine over het Jeugd Rode Kruis. Daarna was zij in 1993 presentatrice van het KRO-panelprogramma 100 Wat?!. In televisieseizoen 1995/1996 verzorgde zij voor Kindernet de aankondigingen en diverse presentaties. 
In 1996 maakt Brouwer deel uit van het presentatorenteam van Sport 7. Na het verdwijnen van deze zender was ze in 1997 kort te zien bij SBS6 en later nog op RTL 5.
In 2015 was Brouwer wederom te zien in een soapserie; Goede tijden, slechte tijden. Zij speelde de rol van Julia Loderus. Brouwer had weer een bestaande rol overgenomen. De rol van Julia werd eerder gespeeld door Audrey Bolder.

## Filmografie
- De zomer van '45 - verpleegster (NCRV, 1991)
- Niemand de deur uit! - actrice (RTL 4, 1993)
- Coverstory - Jenny de Vries (NCRV, 1993/1995)
- Voor Hete Vuren (EO, 1996)
- 12 steden, 13 ongelukken  - Marlies (VARA, 1996)
- Onderweg naar Morgen - Margot Reitsema (#2) (Veronica/Yorin/BNN, 1997-2003)
- Bit - Femke Fokkema (Omrop Fryslân, 2008-2009)
- Verborgen Verhalen - moeder (EO, 2011)
- Het verborgen eiland  - Femke (KRO-NCRV, 2014)
- Goede tijden, slechte tijden  - Julia Loderus (RTL 4, 2015)
- De vloek van manege Pegasus - Esther (AVROTROS, 2016)